# Ksar Tajilalit
Ksar Tajilalit (en arabe : قصر تاجيلاليت) est un village fortifié dans la province de Midelt, région de Draa-Tafilalet au Maroc .